# یوکا مومیکی
یوکا مومیکی (انگلیسی: Momiki Yuka؛ زادهٔ ۹ آوریل ۱۹۹۶) بازیکن فوتبال است که در تیم ملی فوتبال زنان ژاپن بازی کرده‌است.